# Le Voyageur imprudent (téléfilm)
Pour les articles homonymes, voir Le Voyageur imprudent (homonymie).
Pour plus de détails, voir Fiche technique et Distribution.
Le Voyageur imprudent ou L'Habit vert est un téléfilm français réalisé par Pierre Tchernia et diffusé en 1982, adaptation du roman de René Barjavel.

## Synopsis
En pleine guerre, Pierre Saint-Menoux, un jeune soldat en campagne, demande l'hospitalité dans un village où son groupe s'est arrêté. Il y rencontre Noël Essaillon, un vieux physicien-chimiste qui prétend avoir créé une pilule permettant de remonter quelques minutes dans le passé. Incrédule, Saint-Menoux demande à essayer cette incroyable pilule, ce qui l'amène en effet à faire un bon de quelques minutes dans le passé. 
Gardant le secret, les deux hommes décident de se revoir après la guerre pour améliorer la découverte... Professeur de mathématiques qui enseigne dans un collège (par coïncidence, son interprète Thierry Lhermitte est aussi féru de maths). Ses recherches mathématiques ont permis à Noël de fabriquer sa pilule à voyager dans le temps. Leur collaboration permet ainsi d'explorer le temps de façon concrète...

## Analyse
Comme le roman, le téléfilm souligne le paradoxe du grand-père : en tuant accidentellement son aïeul, Pierre Saint-Menoux disparaît peu à peu de l'existence alors que son ancêtre meurt.

## Par rapport au roman
Toute la partie du roman qui se déroule en l’an 100 000 a été supprimée, celle de la catastrophe en 2052 seulement survolée.

## Anecdotes
- Les travaux de Pierre Saint-Menoux sont bien sûr fictifs, mais les figures utilisées par Pierre au tableau dans son cours sont exactes, elles font référence au théorème de Dandelin. La définition verbale des coniques focales par Pierre Saint-Menoux est également exacte.

## Fiche technique
Source : IMDb, sauf mention contraire
- Réalisateur : Pierre Tchernia
- Scénariste : Pierre Tchernia adapté d'après le roman du même nom de René Barjavel  publié en 1943
- Musique du film : Gérard Calvi
- Directeur de la photographie : Michel Carré
- Pays d'origine : France
- Genre :  fantastique
- Durée : 1 h 23
- Date de diffusion : 2 janvier 1982

## Distribution

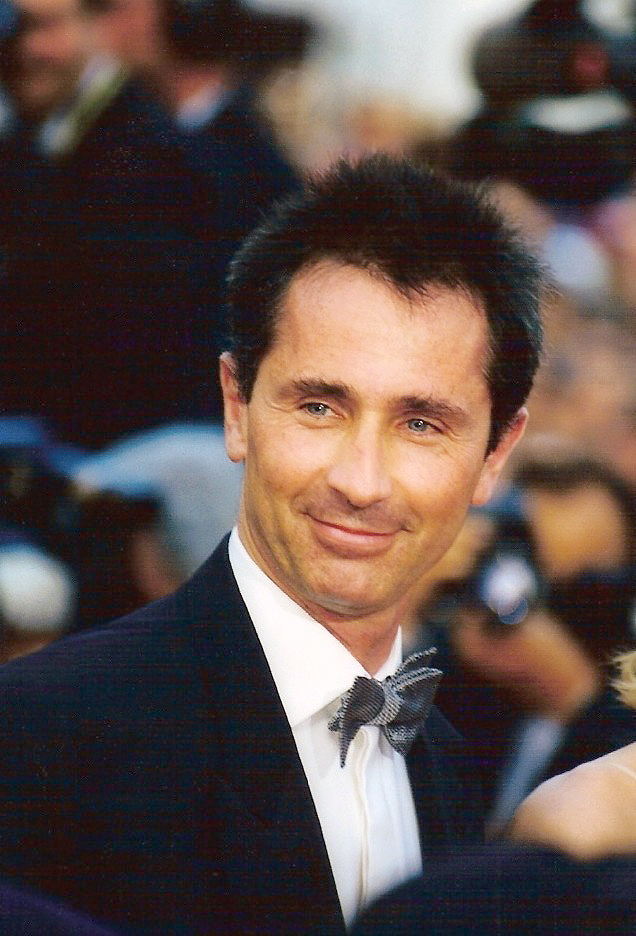
Thierry Lhermitte joue le rôle du jeune Pierre Saint-Menoux

- Jean-Marc Thibault : Noël Essaillon
- Thierry Lhermitte : Pierre Saint-Menoux
- Anne Caudry : Annette Essaillon
- Lily Fayol : Marie-Jeanne
- Jean Bouise : le juge Vigne (1891)
- Michel Berreur : M. de Saint-Menoux (1793)
- Pierre Bonnafet : Farigoule (1793)
- Julien Bukowski : Garrigou (1940)
- Billy Callaway : le lieutenant (1793)
- Charles Charras : le surveillant (1940)
- Daniel Chenet : le préfet (1891)
- Gérard Couderc : un gardien (1891)
- Xavier Depraz : Méphisto (1891)
- Guy Dhers : l'infirmier (1793)
- Michel Fortin : le chirurgien (1793)
- Gillian Gill : Angèle (1793)
- Nina Gorsky : la cantinière (1793)
- Nicolas Guiraud : le petit tambour (1793)
- Jean Guiraud : le tambour (1793)
- Olivier Korol : Bonaparte (1793)
- Henri Labussière : le censeur (1940)
- Guy Laporte : le bijoutier (1891 et 1940)
- Claude Legros : le greffier (1891)
- Jean Le Mouël : le lieutenant Leduc (1940)
- Marianne Lors : la baronne (1891)
- Gérard Loussine : Colin (1940)
- François Nosny : Faust (1891)
- Henri Poirier : le gardien (1891)
- Gérard Couderc : l'autre gardien (1891)
- Luc Simonet : le capitaine (1793)
- Michel Tugot-Doris : Vannier (1940)
- Michel Serrault : le chef d'orchestre (1891)
- Bernard Dumaine : le docteur (1940)
- François Nosny : Faust (1891)